# Khaz'al Khan al-Kaabi
Khaz'al bin Jabir bin Merdaw al-Ka bi (en arabe : خزعل بن جابر بن مرداو الكعبي، en persan : شیخ خزعل) (18 août 1863 – 24 mai 1936), Muaz nous-Sultana, et Sardar-e-Aqdas (Officier Très Sacré de l'Ordre Impérial des Aqdas), était l'Émir indépendant du Sheikdom de "Mohammerah", aujourd'hui situé dans la province du Khuzestan en Iran.

## Historique
Les Britanniques fournirent à Khaz'al de maigres actions de l'Anglo-Persian Oil Company. [réf. nécessaire] Ils songèrent même à faire de Khazal un possible roi d'Irak. [réf. nécessaire] Khaz'al est également très apprécié de nombreux nationalistes sunnites irakiens, qui cherchèrent à fomenter une dissidence parmi la population arabe de l'Iran faisant faire sécession à la province du Khouzistan, qui deviendrait l'Arabestān, dont Khaz'al serait le "Sultan" indépendant.
Les chefs des tribus de Bani Kaab, une tribu Arabe qui était venue à l'origine de la région actuelle du Koweït au 16e siècle, étaient souvent des agriculteurs nommés après paiements de taxes au gouvernement central s'occupant de l'ensemble de la province pendant de nombreuses années après la chute de la Mshashaiya. La Bani Kaab était la plus grande et la plus puissante tribu dans la province. Au début du 19e siècle, la Bani Kaab s'était dissoute dans un certain nombre de clans rivaux qui, souvent, s'affrontaient et rivalisaient les uns avec les autres.
De ces factions, le clan Muhaisin, dirigé par Jabir al-Kaabi, était devenu le plus fort et sous sa direction, le Bani Kaab fut réuni sous une seule autorité, la capitale de la tribu fut déplacée du village de Fallahiyah à l'effervescence du port de la ville de Mohammerah. À la différence des précédents dirigeants de la Bani Kaab, Jabir a maintenu la loi et l'ordre, et fit de Mohammerah un port libre et un Sheikdom, dont il était le Cheikh. Jabir devint également le gouverneur-général de Sa Majesté Impériale.

## Accession au pouvoir
Après la mort de Jabir en 1881, son fils aîné, Maz-al, pris la relève comme chef de tribu et Cheikh de Mohammerah, ainsi que le gouverneur-général de la province, qui a été confirmé par un firman (décret) impérial. Toutefois, en juin 1897, Maz fut tué. Certaines sources estiment qu'il a été assassiné par son frère cadet, Khaz'al, tandis que d'autres affirment que cela fut fait par un garde du palais sous les ordres de Khaz'al.
Par la suite Khaz'al assuma sa position de Cheikh de Mohammerah, se proclamant lui-même, non seulement le chef des Bani Kaab, mais aussi le maître de l'ensemble de la province. Puis il nomma ses fils aux gouvernorats de différentes villes, communes et des villages sous son contrôle, y compris Naseriyeh.

Contrairement à son frère, Khaz'al avait de l'ambition. Il avait une grande vision pour l'avenir de Mohammerah et les arabes. Son règne à Mohammerah était "Suprême et sans entraves". Les Arabes considéraient comme un
"... un politicien très astucieux et un homme d'État visionnaire avec un magnétisme personnel. Il avait de l'ambition et était plein de rêves. Il croyait que le modus operandi de son frère ne pouvait pas réussir à faire la grandeur des arabes "

## Relations avec les Qâdjars et les chefs de tribus
Khaz'al s'établit au pouvoir et maintint des relations étroites avec la cour des Qâdjar, qui avait accepté le gouvernement autonomiste de Khaz'al. Le reste de la province (régions est et nord) restèrent sous la domination des Khans Bakhtiari, les chefs de tribus Lur, et des groupes persans. Plusieurs des Khans Bakhtiari, en particulier, avaient conclu des alliances avec Khaz'al. Le Shah Ahmad Qajar fit de lui un Officier de la Nishan-i-Aqdas (Ordre Impérial de la Aqdas) en 1920.

## L'Anglo-Persian Oil Company
Une fois que le pétrole fut découvert à Masjed Soleyman, en 1908, par l'Anglo-Persian Oil Company (APOC), qui devint plus tard l'Anglo-Iranian Oil Company, et finalement BP, Khaz'al tissa des liens avec la Grande-Bretagne et les renforça. En 1909, le gouvernement Britannique demanda à Percy Cox, résident Britannique à Bushehr, de négocier un accord avec Khaz'al pour l'APOC, qu'elle obtienne un site à Abadan pour y bâtir une raffinerie, un dépôt, des réservoirs de stockage, et d'autres opérations. La raffinerie fut construite et commença à fonctionner en 1912. Khaz'al fut anobli en 1910 et supporta la Grande-Bretagne lors de la première Guerre Mondiale.
À la suite de la découverte de pétrole dans le territoire sous l'autorité de Mohammerah, les Britanniques agirent rapidement pour établir un contrôle sur les vastes ressources pétrolières de la province, ce qui aboutit à la fondation de l'Anglo-Persian Oil Company en 1909. Les britanniques signèrent un traité avec Khaz'al, selon laquelle, en échange de leur soutien garanti et de la protection contre toutes les agressions extérieures, il garantissait aussi le maintien de la sécurité intérieure et de ne pas interférer dans le processus d'extraction pétrolière. Dans le cadre du traité, ils obtinrent un monopole de forage dans la province, en échange d'un paiement annuel de Khaz'al, si les bénéfices de l'entreprise a largement dépassé les paiements annuels.
L'APOC rendit Khaz'al extrêmement riche. Non seulement Khaz'al percevait des revenus de la production de pétrole, mais il possédait aussi une certaine quantité d'actions de la compagnie pétrolière.
" De toute l'Arabie et de ses Tribus, de la Mésopotamie et de l'Iran, de la Mer Rouge à la Mer Caspienne, il n'y a pas de souverain aussi riche que le Cheikh Khaz'al." 
L'influence britannique dans le sud de la Perse est principalement tirée par les relations qui ont été établies entre le gouvernement Britannique et les différents tribal directions, y compris en particulier Khaz'al et le Bakhtiari khans, et aussi, bien que moins important, le Qawāmis de Shiraz et de nombreux mineurs khans du Golfe persique littoral.

## Le Cheikh Khaz'al refuse le trône du Koweït
En 1920, le Cheikh du Koweït, Salim Al-Moubarak Al-Sabah, fit tomber dans une embuscade les hommes d'Ibn Saoud à la suite d'un différend frontalier entre le Koweït et le Najd. Lorsque Percy Cox fut informé de cet événement, il envoya une lettre à Khaz'al, lui offrant le trône du Koweït trône pour lui ou l'un de ses héritiers, en sachant que Khaz'al serait une sage souverain. Khaz'al, qui considérait les Al Sabah comme sa propre famille, répondit : "Attendez-vous de moi afin que je permette la chute de Al Moubarak du trône de Koweït ? Pensez-vous que je vais accepter cela?"  Il a ensuite demandé:
"...de même, pensez-vous que vous êtes venus vers moi avec quelque chose de nouveau? La position d'Al Moubarak en tant que souverain du Koweït signifie que je suis le vrai souverain du Koweït. Donc, il n'y a pas de différence entre moi et lui, et vous êtes conscients qu'il est comme le plus cher de mes enfants. Si quelqu'un d'autre venait me faire cette offre, je m'en serais plaint. Alors, comment venez-vous avec moi cette offre quand vous savez bien que moi-même et les Al Mubarak sont une âme et une maison, ce qui les affecte me touche, que ce soit bon ou mauvais."

## Conflit avec Reza Khan
En 1921, réalisant la menace posée par Reza Khan Mirpanj (futur Reza Chah), qui venait de mettre en scène un coup d'état avec Seyyed Zia'eddin Tabatabai, Khaz'al pris des mesures pour se protéger. Il essaya de former une alliance avec tous les chefs Bakhtiari, les Lur et les tribus Khamseh, afin d'empêcher Reza Khan d'avoir trop de pouvoir. Son but est que, grâce à cette alliance tribale, les Montagnes du Zagros deviennent presque une barrière impénétrable contre les forces du gouvernement central. Cependant, les différents groupes tribaux s'affrontèrent trop souvent les uns avec les autres et furent incapables d'aboutir à des ententes, et sa proposition n'abouti pas.

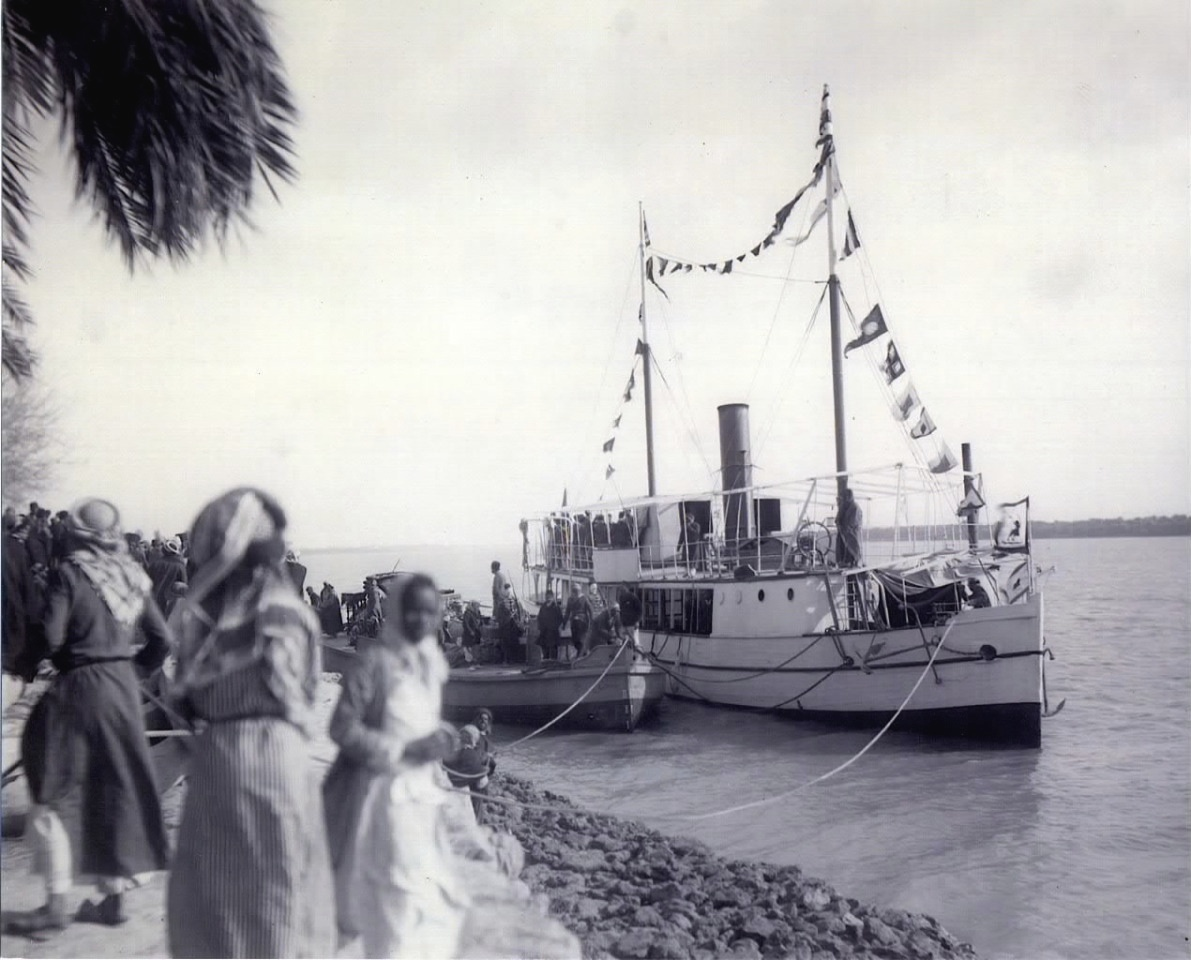
Le yacht royal Khaz'aliyah, où Khaz'al fut enlevé, près de Qasr Al-Failiyah (Palais Failiyah) à Mohammerah

Plus tard, au cours du printemps, Reza Khan fit deux tentatives pour convaincre Khaz'al de le rencontrer à Téhéran pour discuter de son poste dans le nouveau gouvernement. Cependant, Khaz'al était suspicieux vis-à-vis des motifs de Reza Khan et refusa d'y aller lui-même, déclarant qu'il allait plutôt envoyer un émissaire.
Quelques semaines plus tard, en avril, Reza Khan ordonna à un de ses commandants, qui avait une relation amicale avec Khaz'al, de répondre à Khaz'al, soi-disant pour le convaincre de faire le voyage jusqu'à Téhéran. Le commandant, le général Fazlollah Zahedi, accompagné de plusieurs membres du gouvernement, rencontra Khaz'al et passa une soirée avec lui à bord de son yacht ancré dans la rivière Chatt al-Arab près de son palais, dans le village de Fallahiyah près de la ville de Mohammerah.

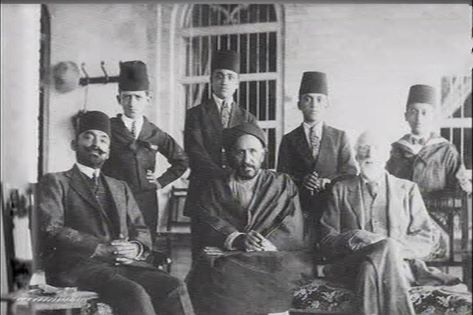
Cheikh Khaz'al Bin Jabir (au centre) avec Sir Hugh Bell (à droite) et Talib Al-Naqib (à gauche).

Plus tard dans la soirée, une canonnière, envoyée par Reza Khan, qui avait discrètement suivi le yacht, l'aborda soudainement avec une cinquante de soldats perses. Les soldats arrêtèrent Khaz'al et l'emmenèrent en bateau à moteur vers le bas de la rivière à Mohammerah, où une voiture l'attendait pour l'emmener à la base militaire d'Ahwaz. À partir de là, il fut emmené à Dezfoul, accompagné de son fils, puis à la ville de Khorramabad dans le Lorestan, et arriva finalement à Téhéran.
Dès son arrivée, Khaz'al fut chaleureusement accueilli et bien reçus par Reza Khan, qui lui assura que son problème serait vite réglé, et que dans l'intervalle, il serait très bien traité. Cependant, beaucoup de ses biens personnels en Iran furent rapidement liquidés et ses propriétés tombèrent finalement dans le domaine du gouvernement impérial après que Reza Khan ait été couronné comme nouveau Shah. Le sheikdom fut aboli et l'autorité provinciale pris le contrôle complet des affaires régionales.
Khaz'al passa le reste de sa vie virtuellement en maison d'arrêt, incapable de voyager au-delà des limites urbaines de Téhéran. Il fut en mesure de conserver la propriété de ses biens au Koweït et en Irak, où il fut exempté de l'imposition. Il mourut en mai 1936, tout seul dans sa maison, ses serviteurs ayant été envoyés à la cour par la police plus tôt dans la journée. Il fut dit qu'il n'était pas mort de causes naturelles, mais qu'il avait été assassiné par l'un des gardes postés à l'extérieur de sa maison, sous les ordres directs de Reza Chah.

## La tentative du roi FayçalIerde kidnapper le Cheikh Khaz'al de Téhéran
La première d'un certain nombre de tentatives de sauvetage de Khaz'al fut organisée en 1927 par le Roi Fayçal Ier d'Irak. Fayçal estima que l'arrestation de Khaz'al et que l'injustice du gouvernement central perse à l'égard de Mohammerah étaient graves et cruelles. En outre, Fayçal estimait beaucoup Khaz'al pour le retrait de sa candidature au trône d'Irak, il y a de nombreuses années. Pour Fayçal, après avoir été déchu de son trône en Syrie, avait été un Roi sans pays. Il considérait cette mission non seulement comme un acte de loyauté, mais plus important encore, de devoir. Fayçal informa Nouri al-Saïd de son plan, ce dernier lui recommandant d'utiliser la diplomatie plutôt que l'intervention physique.

Pendant ce temps, al-Saïd, sans en informer Fayçal, informa Henry Dobbs, l'ambassadeur britannique en Irak, des intentions du roi d'Irak de l'enlèvement de Khaz'al. Dobbs rencontra immédiatement Fayçal et le mis en garde sur les conséquences d'un tel acte, en précisant que "le Gouvernement de Sa Majesté" adopterait une position ferme contre lui. 
"Ne jouez pas avec le feu, Roi Fayçal" - Dobbs.

## Vues
En ce qui concerne l'extrémisme religieux, Khaz'al a dit : 
"C'est le fléau de ce monde. Et si j'avais à revenir sur Terre après ma mort, je n'aurais rien à faire s'il ne restait plus une trace de l'extrémisme religieux. Tous les humains sont frères, que l'on s'aime ou pas".

## Publications
- Al-Riyāḍ al-Khaz'alīyah fī al-siyāsah al-insānīyah (en arabe : الرياض الخزعلية في السياسة الإنسانية)

## Titres et styles
- Lieutenant-Général Son Altesse Sheikh Sir Khaz'al Khan ibn Haji Jabir Khan, Sardar-i-Aqdas, Nusrat Al-Mulk, Mu'izz nous-Sultana, Sardar-i-Arfa, L'Emir de Mohammerah et de ses dépendances, GCIE, KCIE, KCSI. (1920) [12]

## Honneurs
- Chevalier Grand Commandeur de l'Ordre de l'Empire des Indes (GCIE) (3.6.1916)
- Chevalier Commandeur de l'Empire des Indes (KCIE) (15.10.1910)
- Chevalier Commandeur de l'Ordre de l'Étoile d'Inde (KCSI) (22.6.1914)
- Sardar Aqdas (1re Classe) de l'Ordre impérial ou Très Sacré Ordre des Aqdas (mai 1920)
- Rang élevé et Titre Sardar Arfa (1902)
- Mu’izz us-Sultana (avril 1898)
- Ordre du Lion et du Soleil (Militaire)
- Chevalier 1re Classe de l'Ordre de Saint-Stanislas (Maison impériale des Romanov) (1904)
- Ordre Impérial de l'Osmaniye (Nishan-i-Osmanieh) classe spéciale de Turquie.
- Ordre royal de Victoria (1899)
- Chevalier Commandeur de l'Ordre-de-Saint-Grégoire-Le-Grand (1921)
- Salut personnel de 12 canons (22 septembre 1909), balle de 13 canons avec un salut permanent de 7 canons (1922)

## Sources externes
- Tarikh-e Pahnsad Saal-e Khuzestan (Cinq Cents Ans d'Histoire de la province du Khuzestan), par Ahmad Kasravi
- Jang-e Iran va Britannia dar Mohammerah (L'Iran-Guerre Britannique dans Mohammerah) par Ahmad Kasravi
- Tarikh-e Bist Saal-e Iran (Vingt Ans de l'Histoire de l'Iran) par Hossein Maki (Téhéran, 1945-47)
- Hayat-e Yahya (La Vie de Yahya) par Yahya Dolatabadi (Téhéran, 1948-52)
- Tarikh-e Ejtemai va Edari Doreieh Qajarieh (Administratif et de L'Histoire Sociale de l'Époque Qadjar) par Abdollah Mostofi (Téhéran, 1945-49)  (ISBN 1-56859-041-5) (pour la traduction en anglais)
- Amin al-Rayhani, Moulouk al-Arab, aw Rihlah fi al-bilâd at al- ' arabiyyah (en deux volumes, 1924-25), Vol 2, 6 sur le Koweït.
- Ansari, Mostafa -- L'Histoire du Khuzistan, 1878-1925, de Doctorat non publiée. thèse de doctorat, Université de Chicago, 1974